# قائمة قرارات مجلس الأمن التابع للأمم المتحدة لعام 1991
تتضمن قائمة قرارات مجلس الأمن التابع للأمم المتحدة لعام 1991 جميع القرارات الصادرة عن مجلس الأمن التابع للأمم المتحدة خلال العام 1991.

## القائمة
| رقم القرار | الرمز           | نص القرار                         | موضوع القرار                                                                |
| ---------- | --------------- | --------------------------------- | --------------------------------------------------------------------------- |
| 684        | S/RES/684(1991) | نص الوثيقة على موقع الأمم المتحدة | الحالة في الشرق الأوسط                                                      |
| 685        | S/RES/685(1991) | نص الوثيقة على موقع الأمم المتحدة | الحالة بين جمهورية إيران الإسلامية والعراق                                  |
| 686        | S/RES/686(1991) | نص الوثيقة على موقع الأمم المتحدة | الحالة بين العراق والكويت                                                   |
| 687        | S/RES/687(1991) | نص الوثيقة على موقع الأمم المتحدة | الحالة بين العراق والكويت                                                   |
| 688        | S/RES/688(1991) | نص الوثيقة على موقع الأمم المتحدة | الحالة بين العراق الكويت                                                    |
| 689        | S/RES/689(1991) | نص الوثيقة على موقع الأمم المتحدة | الحالة بين العراق والكويت                                                   |
| 690        | S/RES/690(1991) | نص الوثيقة على موقع الأمم المتحدة | الحالة في الصحراء الغربية                                                   |
| 691        | S/RES/691(1991) | نص الوثيقة على موقع الأمم المتحدة | الحالة في أمريكا الوسطى                                                     |
| 692        | S/RES/692(1991) | نص الوثيقة على موقع الأمم المتحدة | الحالة بين العراق والكويت                                                   |
| 693        | S/RES/693(1991) | نص الوثيقة على موقع الأمم المتحدة | الحالة في السلفادور                                                         |
| 694        | S/RES/694(1991) | نص الوثيقة على موقع الأمم المتحدة | الحالة في الأراضي العربية المحتلة                                           |
| 695        | S/RES/695(1991) | نص الوثيقة على موقع الأمم المتحدة | الحالة في الشرق الأوسط                                                      |
| 696        | S/RES/696(1991) | نص الوثيقة على موقع الأمم المتحدة | الحالة في أنغول                                                             |
| 697        | S/RES/697(1991) | نص الوثيقة على موقع الأمم المتحدة | الحالة في قبرص                                                              |
| 698        | S/RES/698(1991) | نص الوثيقة على موقع الأمم المتحدة | الحالة في قبرص                                                              |
| 699        | S/RES/699(1991) | نص الوثيقة على موقع الأمم المتحدة | الحالة في العراق                                                            |
| 700        | S/RES/700(1991) | نص الوثيقة على موقع الأمم المتحدة | الحالة بين العراق والكويت                                                   |
| 701        | S/RES/701(1991) | نص الوثيقة على موقع الأمم المتحدة | الحالة في الشرق الأوسط                                                      |
| 702        | S/RES/702(1991) | نص الوثيقة على موقع الأمم المتحدة | قبول جمهورية كوريا الشعبية الديمقراطية وجمهورية كوريا عضوا في الأمم المتحدة |
| 703        | S/RES/703(1991) | نص الوثيقة على موقع الأمم المتحدة | قبول ولايات ميكرونيسيا المتحدة عضوا في الأمم المتحدة                        |
| 704        | S/RES/704(1991) | نص الوثيقة على موقع الأمم المتحدة | قبول جزر مارشال عضوا في الأمم المتحدة                                       |
| 705        | S/RES/705(1991) | نص الوثيقة على موقع الأمم المتحدة | الحالة بين العراق والكويت                                                   |
| 706        | S/RES/706(1991) | نص الوثيقة على موقع الأمم المتحدة | الحالة بين العراق والكويت                                                   |
| 707        | S/RES/707(1991) | نص الوثيقة على موقع الأمم المتحدة | الحالة في العراق                                                            |
| 708        | S/RES/708(1991) | نص الوثيقة على موقع الأمم المتحدة | انتخاب عضو في محكمة العدل الدولية                                           |
| 709        | S/RES/709(1991) | نص الوثيقة على موقع الأمم المتحدة | قبول جمهورية استونيا عضوا في الأمم المتحدة                                  |
| 710        | S/RES/710(1991) | نص الوثيقة على موقع الأمم المتحدة | قبول جمهورية لاتفيا عضوا في الأمم المتحدة                                   |
| 711        | S/RES/711(1991) | نص الوثيقة على موقع الأمم المتحدة | قبول جمهورية ليتوانيا عضوا في الأمم المتحدة                                 |
| 712        | S/RES/712(1991) | نص الوثيقة على موقع الأمم المتحدة | الحالة بين العراق والكويت                                                   |
| 713        | S/RES/713(1991) | نص الوثيقة على موقع الأمم المتحدة | الحالة في جمهورية يوغوسلافيا السابقة                                        |
| 714        | S/RES/714(1991) | نص الوثيقة على موقع الأمم المتحدة | الحالة في السلفادور                                                         |
| 715        | S/RES/715(1991) | نص الوثيقة على موقع الأمم المتحدة | الحالة في العراق                                                            |
| 716        | S/RES/716(1991) | نص الوثيقة على موقع الأمم المتحدة | الحالة في قبرص                                                              |
| 717        | S/RES/717(1991) | نص الوثيقة على موقع الأمم المتحدة | الحالة في كمبودي                                                            |
| 718        | S/RES/718(1991) | نص الوثيقة على موقع الأمم المتحدة | الحالة في كمبودي                                                            |
| 719        | S/RES/719(1991) | نص الوثيقة على موقع الأمم المتحدة | الحالة في أمريكا الوسطى                                                     |
| 720        | S/RES/720(1991) | نص الوثيقة على موقع الأمم المتحدة | توصية تتعلق بتعيين الأمين العام للأمم المتحدة                               |
| 721        | S/RES/721(1991) | نص الوثيقة على موقع الأمم المتحدة | الحالة في جمهورية يوغوسلافيا السابقة                                        |
| 722        | S/RES/722(1991) | نص الوثيقة على موقع الأمم المتحدة | الحالة في الشرق الأوسط                                                      |
| 723        | S/RES/723(1991) | نص الوثيقة على موقع الأمم المتحدة | الحالة في قبرص                                                              |
| 724        | S/RES/724(1991) | نص الوثيقة على موقع الأمم المتحدة | الحالة في جمهورية يوغوسلافيا السابقة                                        |
| 725        | S/RES/725(1991) | نص الوثيقة على موقع الأمم المتحدة | الحالة في الصحراء الغربية                                                   |

## المرجع
1. ↑  "قرارات مجلس الأمن". الأمم المتحدة. مؤرشف من الأصل في 2018-08-06. اطلع عليه بتاريخ 22 شباط / فبراير 2017. {{استشهاد ويب}}: تحقق من التاريخ في: |تاريخ الوصول= (مساعدة)